# (42365) Caligiuri
Pour les articles homonymes, voir Caligiuri.
(42365) Caligiuri est un astéroïde de la ceinture principale.

## Description
(42365) Caligiuri est un astéroïde de la ceinture principale. Il fut découvert le 12 février 2002 à Fountain Hills (Arizona) par Charles W. Juels et Paulo R. Holvorcem. Il présente une orbite caractérisée par un demi-grand axe de 2,67 UA, une excentricité de 0,10 et une inclinaison de 18,8° par rapport à l'écliptique.

## Compléments